# Pedilochilus alpinus
Pedilochilus alpinus är en orkidéart som beskrevs av Pieter van Royen. Pedilochilus alpinus ingår i släktet Pedilochilus och familjen orkidéer.

## Underarter
Arten delas in i följande underarter:
- P. a. alpinus
- P. a. fasciculatus